# Магомедов, Шехмад Магомедович
Шехмад (Шейх-Магомед) Магомедович Магомедов (8 июля 1990, Махачкала, Дагестанская АССР, РСФСР, СССР) — российский и азербайджанский дзюдоист и самбист, чемпион Азербайджана по дзюдо.

## Спортивные результаты
Он начал заниматься дзюдо и самбо в Махачкале. С 2012 года он выступал за сборную Азербайджана по дзюдо в средней весовой категории до 90 кг. В конце октября 2012 года в Баку стал чемпионом Азербайджана. В начале февраля 2013 года он стал победителем открытого Кубка Европы в Тбилиси. В середине февраля выступил неудачно турнире на «Большого шлема», проходящего в Париже. В конце февраля 2013 года принимал участие на Гран-При в Дюссельдорфе. В феврале 2013 года по версии посетителей сайта azerisport.com признан лучшим спортсменом месяца. В конце марта 2013 года участвовал на Гран-При в Самсуне. В середине апреля 2013 года стало известно, что Шехмад Магомедов выступит на чемпионате Европы в Будапеште. Через две недели на континентальном турнире Магомедов, как и вся сборная Азербайджана выступили неудачно, не завоевал ни одной медали. В мае 2013 года принимал участие на Гран-При Баку. В середине июля 2013 года участвовал на турнире «Большого шлема» в Москве. С 2014 года не выступал за Азербайджан на международных турнирах. В конце ноября 2017 года в Кстово стал бронзовым призёром Кубка России по боевому самбо. 28 декабря 2017 года ему было присвоено звание мастер спорта России.

## Достижения
- Чемпионат Азербайджана по дзюдо 2012 — ;
- Кубок России по боевому самбо 2017 — ;

## Личная жизнь
Является сыном борца вольного стиля Магомеда Магомедова.